# I Un-hui
I Un-hui (* 10. března 1979) je bývalá korejská zápasnice-judistka.

## Sportovní kariéra
V jihokorejské reprezentaci se pohybovala od roku 1998 v lehké váze do 57 kg. V roce 2000 neuspěla při kvalifikaci na olympijské hry v Sydney. Od roku 2001 začala shazovat kilogramy do pololehké váhy do 52 kg. V roce 2002 vybojovala zlatou medaili na domácích Asijských hrách v Pusanu. V roce 2004 uspěla při korejské olympijské nominaci, ale na olympijské hry v Athénách nedokázala vyladit formu. Vypadla v úvodním kole na ippon s Kubánkou Amarilis Savónovou. Od roku 2005 startovala se vrátila do lehké váhové kategorie do 57 kg. V roce 2008 neuspěla při korejské olympijské nominaci na olympijské hry v Pekingu a vzápětí ukončila sportovní kariéru.

### Vítězství na mezinárodních turnajích
- 2001 - 1x světový pohár (Čedžu)
- 2002 - 1x světový pohár (Budapešť)
- 2003 - 1x světový pohár (Paříž)

## Výsledky
| Turnaj            | 2001           | 2002           | 2003           | 2004           | 2005       | 2006       | 2007       |
| Turnaj            | 22             | 23             | 24             | 25             | 26         | 27         | 28         |
| Turnaj            | pololehká váha | pololehká váha | pololehká váha | pololehká váha | lehká váha | lehká váha | lehká váha |
| ----------------- | -------------- | -------------- | -------------- | -------------- | ---------- | ---------- | ---------- |
| Olympijské hry    |                |                |                | úč.            |            |            |            |
| Mistrovství světa | úč.            |                | —              |                | —          |            | úč.        |
| Asijské hry       |                | 1.             |                |                |            | —          |            |
| Mistrovství Asie  | —              |                | —              | 1.             | —          |            | 3.         |